# 热那亚的圣乔治堂 (那不勒斯)
热那亚的圣乔治堂（San Giorgio dei Genovesi），又名老喜剧院圣乔治堂（San Giorgio alla Commedia Vecchia），是一座罗马天主教教堂，位于意大利那不勒斯市中心的麦地那街，圣母加冕堂（Santa Maria Incoronata）北侧，Aquino di Caramanico宫以南两个门，圣母怜子堂（Pietà dei Turchini）对面。
该堂设计于17世纪初，由Bartolomeo Picchiatti设计。它服务于在那不勒斯的热那亚人。

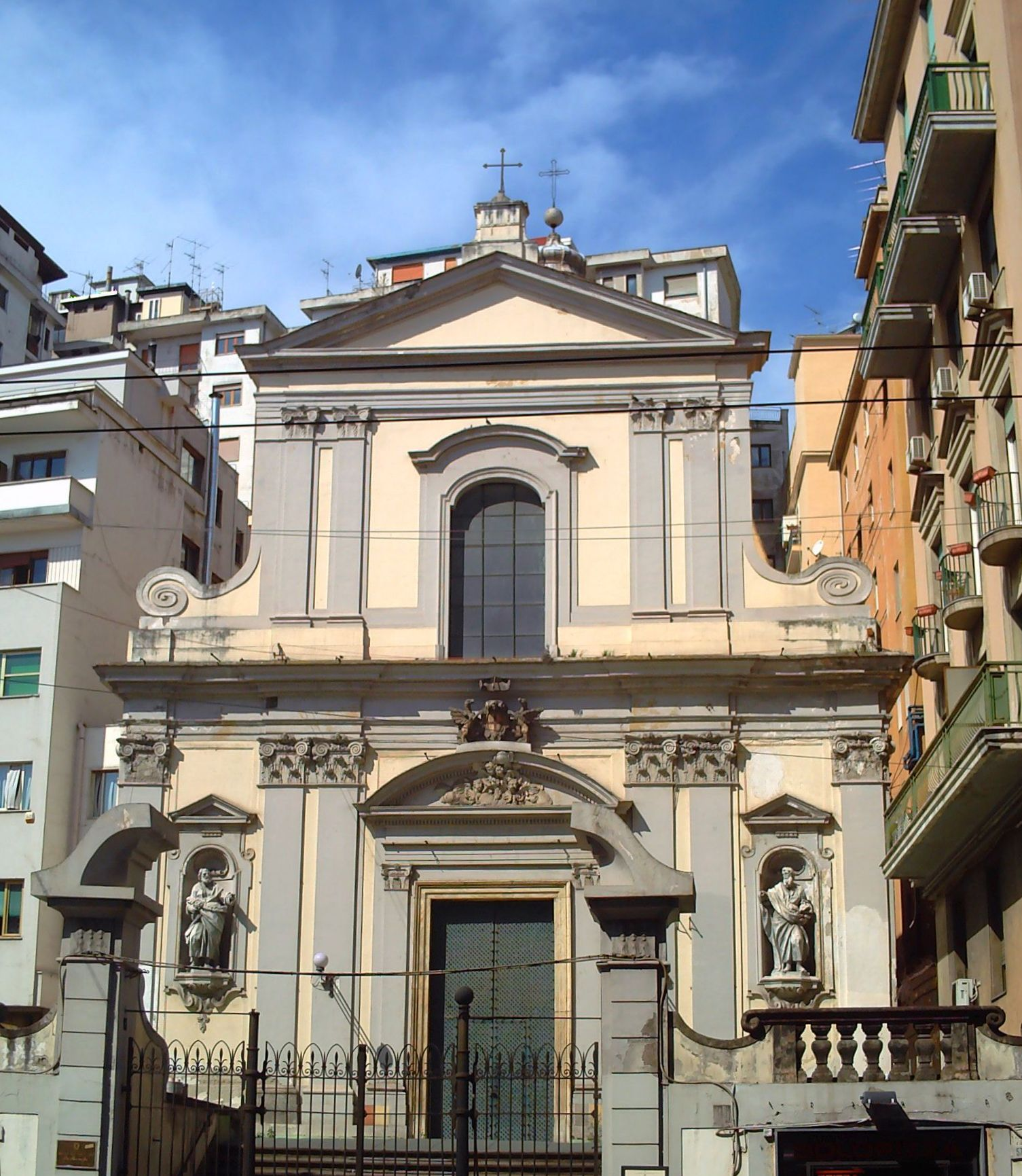
立面

堂内有卡拉瓦乔风格的绘画《圣安多尼复活死人》（卡拉乔洛）；右侧第三个小堂有壁画（Giacomo Cestaro，1770年）和绘画《圣乔治屠龙》（萨勒诺的安德烈）。祭台的大理石浮雕《圣奥斯定》为17世纪托斯卡纳风格。教堂立面简洁。
该堂修建在老喜剧院的遗址。
40°50′29″N 14°15′07″E / 40.841507°N 14.251835°E